# Нехтон III
Нехтон III (*Nechtan mac Der-Ilei, д/н — 732) — король Піктії у 706—724 та 728—732 роках.

## Життєпис
Ймовірно був онуком короля Бруде III, однак існує лише єдине свідчення з цього приводу — вельми незрозумілий уривок з ірландської поеми. За іншою версією його батьком був Даргарт мак Фінгіне з Дал Ріади, а матір'ю — піктська принцеса Деріле (можливо донька Бруде III).
Про молоді роки немає відомостей. Після смерті свого брата Бруде IV у 706 році успадкував владу. У ранні роки його панування — 710 або 711 року — зазнав нападу з боку нортумбрійських військ, які завдали піктам поразки у битві при Стерлінгу, де загинув військовик піктів Фіннгін мак Дейл Рейт.
У 713 році було вбито Кініода, сина короля. Нехтон III відразу відреагував на це, запроторивши вбивцю під варту, ця негайна кара запобігла усім можливим заворушення на 10 років.
Нехтон III вирішив покласти край марним прикордонним сутичкам і зробити Нортумбрію союзником. За допомогою вмілої дипломатії він домігся змін і в політичній, і в релігійній обстановці, звернувшись до церкви Нортумбрії за допомогою у розв'язанні питання про день святкування Великодня, відкинувши вплив абатства острова Іони. У 717 році за підтримки абата Кеолфріда проведено реформу, за якою було змінено дату з кельтської (скотто-піктської) на римську (замінено 84-річний цикл на 19-річний). Досягнуті таким чином добросусідські відносини між піктами і Нортумбрією тривали довго і були офіційно підтверджені спадкоємцем Нехтона III — Енгусом I.
За наказом піктського короля на північному сході сучасної Шотландії почали вперше зводити кам'яні церкви. Для цього Нехтон III звернувся до абата Коелфріда, який спрямував до того вправних мулярів. Водночас призначив єпископом Брека з Фортріу, який вважається одним з найперших піктських ієрархів.
У 724 році за невідомих причин змушений був постригтися у ченці й вирушити до монастиря. Можливо це зробив під тиском свого небожа Друста. За іншою версією — було наслідок боротьби піктської та римської партії серед духівництва.
У 726 році колишнього короля відправили до в'язниці. У 728 році він звільнився й виступив проти короля Альпіна I, якого було переможено у битві при Каслен-Креді. Втім у 729 році Нехтон III зазнав поразки від Енгуса у битві при Моніт Кербі. Після цього став лише номінальним володарем.
Нехтон III панував до 732 року, можливо разом із своїм союзником і спадкоємцем Енгусом мак Фергусом, оскільки сини Нехтона III померли ще замолоду.